# Транскультуральная психиатрия
Транскультура́льная или культура́льная психиатри́я — область психиатрии, изучающая психические расстройства и психиатрические службы в контексте различных культур и этносов. Является подразделом социальной психиатрии. Транскультуральная психиатрия изучает влияние определённых культуральных традиций и особенностей этнопсихологии на распространенность психических расстройств и формы их проявления. Эта область психиатрии стала развиваться с конца 1970-х годов.